# Roland Jacobi
Pour les articles homonymes, voir Jacobi.
Roland Jacobi, né le 9 mars 1893 à Besztercebánya en Autriche-Hongrie, aujourd'hui Banská Bystrica en Slovaquie, et mort le 22 mai 1951 à Budapest, est un champion de tennis de table hongrois. 
Il a été le premier champion du monde de l'histoire de ce sport, en remportant le titre en 1926 à Londres. Il a aussi remporté le titre en double dans cette même compétition. En 1928 il a été demi-finaliste en double avec son compatriote Zoltán Mechlovits. Il a aussi remporté les championnats du monde par équipe en 1926, 1928 et 1929, marquant la suprématie de la Hongrie à cette époque.